# Мошфек, Каземи Мортаза
Сейед Каземи Мортаза Мошфек (1887 — 1978) — иранский писатель, романист, считающийся одним из зачинателей современной иранской литературы.
Печатался в журнале «Ираншахр», который издавался в Берлине с 1924 года, позже редактировал журнал «Иране джаван» (рус. «Молодой Иран»), где публиковал собственные переводы произведений с французского языка.
Его самое известное произведение — социальный роман «Страшный Тегеран» (1-я часть под названием «Махуф» была опубликована в Тегеране в 1921 году; 2-я, под названием «Память об единственной ночи», — в Берлине в 1924 году; на русский язык они были переведены соответственно в 1934—1936 и 1960 годах), который рисует широкую картину отрицательных сторон жизни иранского общества 20-х годов XX века, в том числе угнетённого положения женщин. Другие его известные романы — «Поблёкший цветок» и «Драгоценная ревность», которые посвящены бытописанию, а не острым социальным вопросам.

## Детство
Отец Мортазы, Мирза-Реза, был религиозным человеком, работавшим в министерстве финансов. Начальное образование Каземи получил дома — ему давали уроки приходящие преподаватели. Он продолжил свое образование в престижных школах Тегерана, среди которых «Дар-аль-фонун» и Alliance Française. Уже в первой школе будущий писатель начал проявлять интерес к приключенческим рассказам на персидском языке, а также к переводам исторических романов.

## Карьера
Каземи начал свою литературную деятельность с написания стихов, выбрав для себя псевдоним Мошфек. В то же время он занимался написанием и постановкой пьес. В 1925 году в прогерманском журнале «Записки Европы» ( перс. نامه فرنگستان‎ — Nāme-ye farangestān) Каземи опубликовал статью об основных препятствиях развития театрального искусства в Иране. По его мнению, главным тормозом роста было отсутствие женщин на иранских сценах.
Первый роман Каземи — «Ужасный Тегеран» 1922 года ( перс. تهران مخوف‎ — Tehrān-e makhuf), был опубликован отрывками в журнале «Звезда Ирана» ( перс. ستاره ایران‎ — Setāre-ye Iran), а в 1924 году был выпущен отдельным изданием в двух томах. 1920-е годы рассматриваются как переломный момент в истории современной иранской литературы. Именно в это время вышел первый в Иране социальный роман — «Ужасный Тегеран», тогда же публиковались новаторские произведения таких известных фигур иранской литературы как Нима Юшидж и Мохаммад Али Джамаль-заде.
Вскоре после публикации первого романа Каземи уехал в Германию, где два года изучал экономику. В Берлине он вступил в ряды политически активных иранских журналистов, среди которых были Сейед Хасан Такизаде, Мохаммад Али Джамаль-заде и Казем-заде Ираншахр. Именно тогда Общество иранских студентов в Германии решило основать журнал «Записки Европы» для знакомства иранской аудитории с западной цивилизацией. Каземи стал главным редактором журнала. Он и круг его единомышленников выступали за «авторитарную модернизацию» иранского общества: по их мнению, идеальный правитель смог бы установить централизованную власть в Иране, защищая его суверенитет. Хорошим примером такого лидера студенты видели Бенито Муссолини. После выхода третьего номера выпуск журнала в Иране официально запретили, публикации продолжились в Берлине.
В 1924 году Каземи отправился в Париж изучать экономику в École des Sciences Politiques и вернулся в Иран в 1926, вступив в Общество иранской молодежи.  В него могли войти только те иранцы, которые учились в Европе или США. Каземи и другие члены Общества начали выпуск журнала «Молодой Иран» ( перс. ایران جوان‎ — Irān-e javān), который просуществовал всего год — вплоть до распада Общества.
В 1927 году Каземи начал работу в министерстве юстиции, в 1934 году был назначен младшим секретарем в министерстве иностранных дел, после чего стал послом Ирана в Египте, Сирии и нескольких европейских странах. Каземи погиб в автокатастрофе в Париже в 1978 году. Литературное творчество
В 1920-е годы набирала обороты цензура литературных произведений. Недопустимо было описание современных исторических эпизодов и персонажей в художественных произведениях. Литераторы нашли выход — особую популярность получила тема падших женщин и историй о павших городах. Примером такого произведения является «Ужасный Тегеран». Он рассказывает о неудавшейся любви в контексте коррумпированного общества. Через некоторое время вышел сиквел к роману — «Воспоминания одной ночи» (перс. یادگار یک شب‎ — Yādgār-e yek šab). «Ужасный Тегеран» был переведен на русский, турецкий и азербайджанский языки.
Каземи уделял особое внимание используемой лексике и синтаксису романов, пытаясь красивым языком выделить социальные проблемы в контексте высоко драматизированного сюжета. Эта серьезность подхода к творчеству побудила литературных критиков следующего поколения провозгласить Каземи первым иранским романистом, писавшим в жанре реализма.
Два других романа Каземи — «Иссохший цветок» 1929 года ( перс. گل پژمرده‎ — Gol-e pažmorde) и «Дорогая зависть» 1930 года ( перс. رشگ پربها‎ — Rašg-e porbahā) не снискали признания критиков. «Полуевропейский-полуперсидский» язык его романов был назван критиками «вырожденным персидским».